# Le Martyre des dix mille
Le Martyre des dix mille est une gravure sur bois datée vers 1496, de l'artiste de la Renaissance allemande Albrecht Dürer (1471-1528).

## Histoire
Le Martyre des dix mille illustre le massacre d'un groupe de mercenaires romains qui s'étaient miraculeusement convertis au christianisme, évènement qui se produisit, selon les versions, sous Hadrien ou sous Dioclétien. La présence au premier plan à gauche, d'un groupe d'Orientaux entourant l'empereur romain a pu apparaitre comme une allusion au danger turc qui menaçait l'Occident à la fin du XVe siècle. 

## Analyse

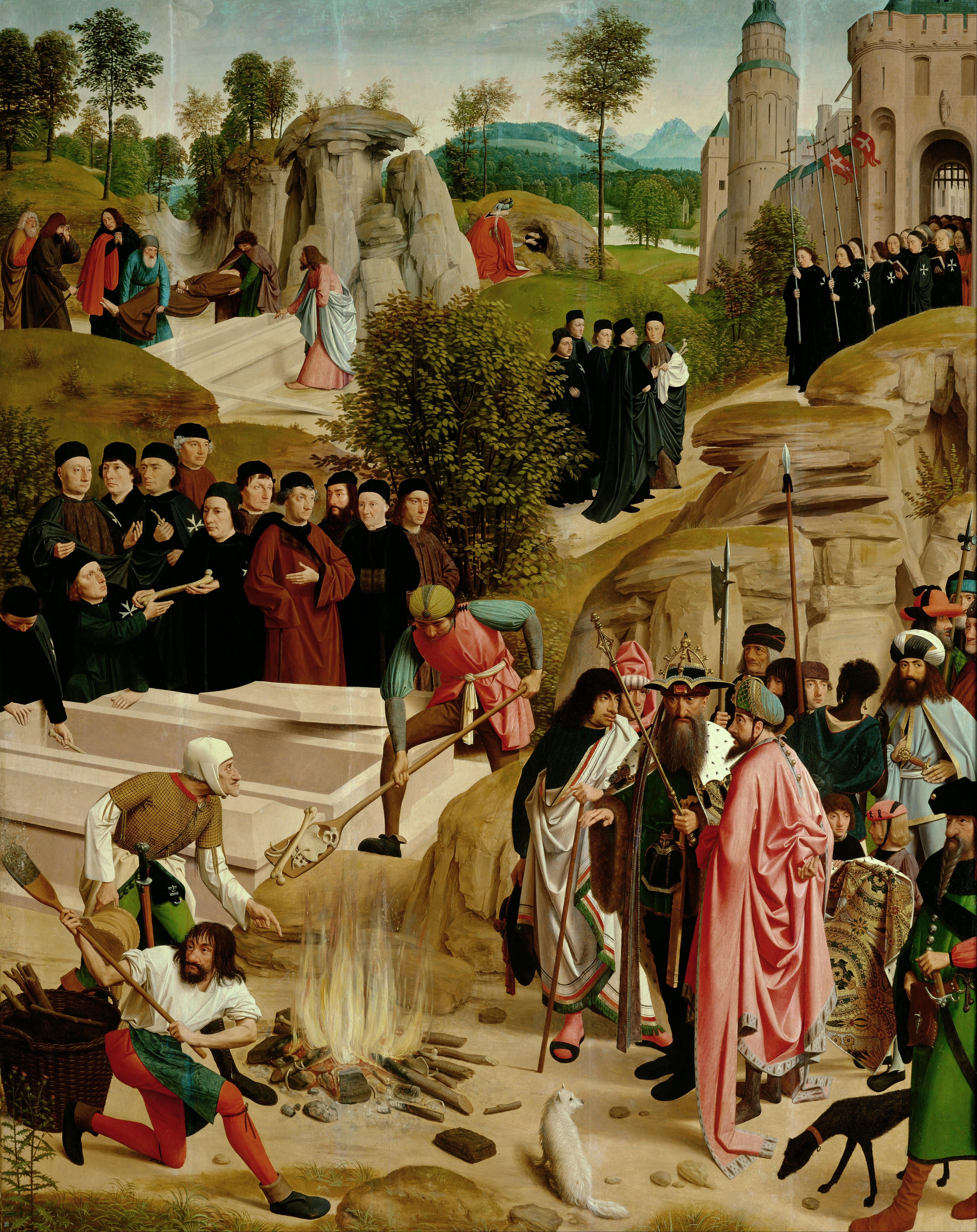
Geertgen Tot sint Jans, Reliques de saint Jean Baptiste.

Ce grand bois rend compte de l'intérêt précoce que nourrit Dürer pour la xylographie et de sa volonté d'extraire ce médium de la place secondaire qui lui est alors assignée en tant que vignette d'illustration dans le livre imprimé.
Pour cette composition, Dürer travaille l'espace à la façon d'un tableau. Tirant profit de toute la hauteur de la feuille, il échelonne différents plans qui accueillent chacun un épisode du massacre. 
Erwin Panofsky établit un rapprochement avec le tableau des Reliques de saint Jean Baptiste du Flamand Geertgen tot Sint Jans (Musée d'Histoire de l'art de Vienne), la forte influence du tableau constituant d'ailleurs pour l'historien de l'art, la preuve la plus tangible d'un voyage de Dürer à Haarlem vers 1490-1491. 
Lorsqu'en 1508, le prince électeur de Saxe Frédéric le Sage commande à Dürer une peinture sur le même sujet, le Martyre des dix mille chrétiens, l'artiste reste fidèle à la composition qu'il a conçu une dizaine d'années auparavant pour son bois gravé, preuve de l'importance qu'il accordait à cette œuvre de jeunesse.